# Gomphidia ganeshi
Gomphidia ganeshi là loài chuồn chuồn trong họ Gomphidae. Loài này được Chhotani, Lahiri & Mitra mô tả khoa học đầu tiên năm 1983.